# Jennifer Jackson
Jennifer Jackson (nacida el 6 de febrero de 1945) es una modelo estadounidense que fue elegida Playmate del mes para la revista Playboy en marzo de 1965. Fue la primera Playmate del Mes negra y fue fotografiada por Pompeo Posar.  Jackson también trabajó como Conejito Playboy en un Club de Playboy.

## Vida personal
Jackson es del Sur de Chigago, y se graduó en el Emil G. Hirsch High School en 1963. Fue al Loop College, ahora conocido como Harold Washington College. Más tarde se graduó y consiguió su máster en otras instituciones. 
Trabajó como modelo fotográfica, de pasarela y publicitaria, incluyendo como modelo para Feria de Moda del Ébano.
Jackson tiene una hermana gemela que también fue Conejita Playboy.
Según The Playmate Book, es ahora una trabajadora social que vive en el Noroeste del Pacífico con su marido. Tienen tres hijos y un nieto.